# Villingen-Schwenningen
Villingen-Schwenningen város Németországban, azon belül Baden-Württembergben. Lakosainak száma 89 145 fő (2023. december 31.). Villingen-Schwenningen Unterkirnach, St. Georgen im Schwarzwald, Mönchweiler, Königsfeld im Schwarzwald, Niedereschach, Dauchingen, Deißlingen, Trossingen, Tuningen, Bad Dürrheim, Brigachtal, Donaueschingen és Vöhrenbach községekkel határos.

## Városrészei
A következő településeket beolvasztattak városába: 

Herzogenweiler
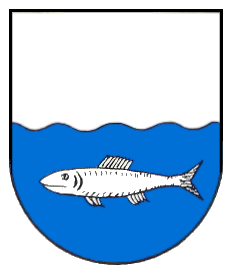
Marbach
Mühlhausen]
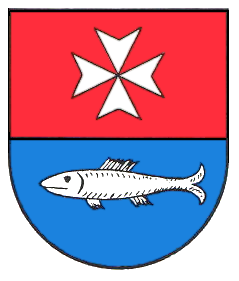
Obereschach
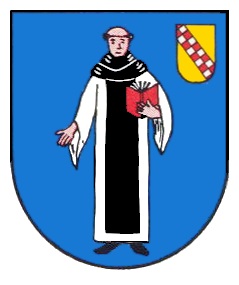
Pfaffenweiler
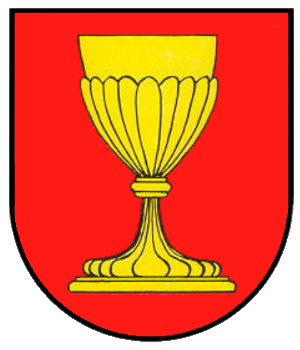
Rietheim
Tannheim
Weigheim
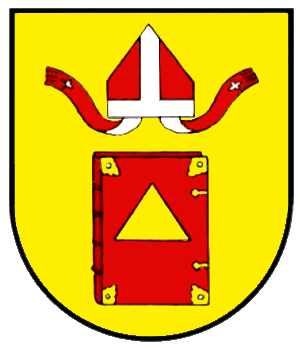
Weilersbach

## Népesség
A település népessége az elmúlt években az alábbi módon változott:
| Lakosok száma | 69 229 | 76 680 | 81 772 | 78 904 | 75 861 | 81 315 | 81 214 | 81 825 | 81 128 | 89 145 |
|               | 1961   | 1967   | 1974   | 1980   | 1987   | 1993   | 2000   | 2006   | 2013   | 2023   |